# سد حلی
سد حلی (به عربی: سد وادی حلی) یک سد وزنی در عربستان سعودی است که در Kead, Makkah Province واقع شده‌است.